# 江海街道 (南通市)
江海街道是中华人民共和国江苏省南通市崇川区下辖的一个街道办事处。

## 行政区划
江海街道下辖以下村级行政区划单位：
腾飞社区、星港湾社区、星苏社区。